# Rusalina, Kărdjali
Rusalina (în bulgară Русалина) este un sat în comuna Cernoocene, regiunea Kărdjali,  Bulgaria. 

## Demografie
Componența etnică a satului Rusalina
     Nicio identificare (100%)
     Altele (0%)
La recensământul din 2011, populația satului Rusalina era de 6 locuitori. . Pentru 100% din locuitori nu este cunoscută apartenența etnică.